# Slät skorpgrynna
Slät skorpgrynna (Dichostereum effuscatum) är en svampart som först beskrevs av Cooke & Ellis, och fick sitt nu gällande namn av Boidin & Lanq. 1977. Slät skorpgrynna ingår i släktet Dichostereum och familjen Lachnocladiaceae.  Arten är reproducerande i Sverige. Inga underarter finns listade i Catalogue of Life.